# Fuji T-3
Fuji T-3 – japoński samolot szkolno-treningowy o napędzie śmigłowym, produkowany przez firmę Fuji Heavy Industries w latach 1978-1982. 

## Rozwój
Samolot stanowi rozwinięcie samolotu Fuji KM-2, który był licencyjną odmianą amerykańskiej maszyny Beechcraft T-34 Mentor. Łączył on główne założenia konstrukcyjne oraz napęd z samolotu KM-2 oraz układ kabiny z amerykańskiego T-34. Samolot oblatano w 1978 roku. Japońskie Powietrzne Siły Samoobrony zakupiły łącznie 50 egzemplarzy Fuji T-3, które wyprodukowano w latach 1978–1982. Samolot wprowadzono do służby dwóch jednostkach szkolnych. Aktualnie wypierany jest przez Fuji T-7.